# Düsseldorfer Turn- und Sportverein Fortuna 1895 1994-1995
Questa voce raccoglie le informazioni riguardanti il Düsseldorfer Turn- und Sportverein Fortuna 1895 nelle competizioni ufficiali della stagione 1994-1995.

## Stagione
Nella stagione 1994-1995 il Fortuna Düsseldorf, allenato da Aleksandar Ristić, concluse il campionato di 2. Bundesliga al 3º posto e fu promosso in Bundesliga.

## Rosa
| N. |                                 | Ruolo | Calciatore       |
| -- | ------------------------------- | ----- | ---------------- |
| 1  | Germania (bandiera)             | P     | Frank Kirn       |
| 1  | Germania (bandiera)             | P     | Georg Koch       |
| 2  | Germania (bandiera)             | C     | André Winkhold   |
| 4  | Germania (bandiera)             | D     | Karl Werner      |
| 5  | Germania (bandiera)             | A     | Frank Mill       |
| 6  | Croazia (bandiera)              | D     | Darko Dražić     |
| 7  | Bosnia ed Erzegovina (bandiera) | C     | Vlatko Glavaš    |
| 8  | Polonia (bandiera)              | C     | Andrzej Buncol   |
| 12 | Germania (bandiera)             | P     | Pierre Esser     |
| 13 | Croazia (bandiera)              | D     | Zvezdan Pejović  |
| 14 | Germania (bandiera)             | C     | Harald Katemann  |
| 15 | Germania (bandiera)             | C     | Stefan Minkwitz  |
| 16 | Italia (bandiera)               | A     | Raffaele Tonello |

| N. |                               | Ruolo | Calciatore     |
| -- | ----------------------------- | ----- | -------------- |
| 17 | Germania (bandiera)           | A     | Thomas Brdarić |
| 18 | Germania (bandiera)           | C     | Thorsten Judt  |
| 21 | Germania (bandiera)           | D     | Dirk Schreiber |
| 24 | Germania (bandiera)           | D     | Thomas Bahr    |
| 26 | Polonia (bandiera)            | A     | Ryszard Cyroń  |
|    | Germania (bandiera)           | D     | Sven Backhaus  |
|    | Germania (bandiera)           | D     | Ralf Voigt     |
|    | Guinea Equatoriale (bandiera) | C     | Ben Manga      |
|    | Ghana (bandiera)              | C     | Arthur Moses   |
|    | Rep. Ceca (bandiera)          | C     | Petr Rada      |
|    | Germania (bandiera)           | A     | Sergio Allievi |
|    | Germania (bandiera)           | A     | Daniel Janssen |

## Organigramma societario
Area tecnica
- Allenatore: Aleksandar Ristić
- Allenatore in seconda:
- Preparatore dei portieri: Enver Marić
- Preparatori atletici:

## Calciomercato

### Sessione estiva
| Acquisti | Acquisti        | Acquisti            | Acquisti |
| R.       | Nome            | da                  | Modalità |
| -------- | --------------- | ------------------- | -------- |
| D        | Thomas Bahr     | Union Solingen      |          |
| P        | Pierre Esser    | Viktoria Colonia    |          |
| A        | Daniel Janssen  | Viktoria Colonia    |          |
| C        | Thorsten Judt   | Bayer Leverkusen II |          |
| C        | Harald Katemann | Bocholt             |          |
| A        | Frank Mill      | Borussia Dortmund   |          |
| C        | Stefan Minkwitz | Kickers Stoccarda   |          |
| D        | Zvezdan Pejović | Carl Zeiss Jena     |          |

| Cessioni | Cessioni           | Cessioni               | Cessioni |
| R.       | Nome               | a                      | Modalità |
| -------- | ------------------ | ---------------------- | -------- |
| A        | Thomas Adler       | TeBe Berlino           |          |
| D        | Rainer Aigner      | Bayern Monaco II       |          |
| C        | Valandi Anagnostou | Borussia M'gladbach II |          |
| A        | Mario Block        | Hannover 96            |          |
| D        | Harald Gärtner     | Meppen                 |          |
| C        | Rudi Istenič       | Straelen               |          |
| A        | Leo Marić          | Genk                   |          |

### Sessione invernale
| Acquisti | Acquisti | Acquisti | Acquisti |
| R.       | Nome     | da       | Modalità |
| -------- | -------- | -------- | -------- |

| Cessioni | Cessioni | Cessioni | Cessioni |
| R.       | Nome     | a        | Modalità |
| -------- | -------- | -------- | -------- |

## Risultati

### 2. Bundesliga

#### Girone di andata
| Arbitro: | Fröhlich |

|           |           |                     |
| Simon 70’ | Marcatori | 17’ Cyroń 23’ Voigt |

| Arbitro: | Koop |

|            |           |             |
| Glavaš 41’ | Marcatori | 13’ Neuhaus |

| Arbitro: | Pohlmann |

|  |           |                                       |
|  | Marcatori | 6’ Cyroń 54’ Glavaš 64’ (aut.) Studer |

| Arbitro: | Berg |

|           |           |                  |
| Voigt 22’ | Marcatori | 45’ Gunnlaugsson |

| Berlino 4 ottobre 1994, ore 19:30 CET 5ª giornata | Hertha Berlino | 0 – 0 referto | Fortuna Düsseldorf | Stadio Olimpico (6 200 spett.)\| Arbitro: \| Hufgard \| |
| Arbitro:                                          | Hufgard        |               |                    |                                                         |

| Arbitro: | Fischer |

|  |           |                |
|  | Marcatori | 60’ Schweißing |

| Arbitro: | Friedrichs |

|  |           |                        |
|  | Marcatori | 28’ Cyroń 53’ Minkwitz |

| Arbitro: | Dörr |

|          |           |            |
| Voigt 3’ | Marcatori | 37’ Tipold |

| Arbitro: | Keßler |

|                 |           |                       |
| Kapetanović 89’ | Marcatori | 35’ Mill 85’ Katemann |

| Arbitro: | Brandt-Chollé |

|                       |           |  |
| Rada 13’ Katemann 26’ | Marcatori |  |

| Arbitro: | Ertl |

|                                  |           |          |
| Reich 12’ Klein 42’ Dammeier 70’ | Marcatori | 54’ Mill |

| Arbitro: | Hauer |

|                     |           |  |
| Dražić 42’ Mill 82’ | Marcatori |  |

| Arbitro: | Heynemann |

|             |           |  |
| Kirsten 65’ | Marcatori |  |

| Arbitro: | Müller |

|                        |           |               |
| Glavaš 33’ Allievi 89’ | Marcatori | 39’ Rauffmann |

| Arbitro: | Rüdiger |

|                                          |           |                 |
| Moses 2’ Dražić 31’ Voigt 41’ Glavaš 90’ | Marcatori | 28’, 83’ Rische |

| Arbitro: | Buchhart |

|  |           |            |
|  | Marcatori | 41’ Dražić |

| Arbitro: | Dehmelt |

|           |           |                       |
| Moses 38’ | Marcatori | 18’ Wienhold 21’ Veit |

#### Girone di ritorno
| Düsseldorf 20 febbraio 1995, ore 20:15 CET 18ª giornata | Fortuna Düsseldorf | 0 – 0 referto | Saarbrücken | Rheinstadion (6 500 spett.)\| Arbitro: \| Müller \| |
| Arbitro:                                                | Müller             |               |             |                                                     |

| Bochum 24 febbraio 1995, ore 19:30 CET 19ª giornata | Wattenscheid 09 | 0 – 0 referto | Fortuna Düsseldorf | Lohrheidestadion (4 622 spett.)\| Arbitro: \| Hilmes \| |
| Arbitro:                                            | Hilmes          |               |                    |                                                         |

| Arbitro: | Fandel |

|            |           |              |
| Buncol 10’ | Marcatori | 76’ Gütschow |

| Arbitro: | Waldmann |

|                                                     |           |             |
| Gunnlaugsson 31’ Kramny 51’ Golke 80’ Wiesinger 88’ | Marcatori | 85’ Allievi |

| Arbitro: | Fleischer |

|          |           |              |
| Mill 25’ | Marcatori | 44’ Lünsmann |

| Arbitro: | Kiefer |

|                          |           |           |
| Pröpper 22’ Savichev 27’ | Marcatori | 12’ Voigt |

| Arbitro: | Stark |

|             |           |  |
| Brdarić 50’ | Marcatori |  |

| Arbitro: | Zerr |

|           |           |               |
| Hermel 6’ | Marcatori | 77’ Schreiber |

| Arbitro: | Haupt |

|                         |           |                          |
| Glavaš 33’ Katemann 89’ | Marcatori | 11’ Molnar 26’ Henderson |

| Arbitro: | Kemmling |

|  |           |                       |
|  | Marcatori | 79’ Buncol 87’ Glavaš |

| Arbitro: | Heynemann |

|            |           |                |
| Dražić 45’ | Marcatori | 4’ Frąckiewicz |

| Arbitro: | Frey |

|                                           |           |                              |
| Zallmann 27’ Beinlich 31’ Judt 80’ (aut.) | Marcatori | 38’ Voigt 49’ Cyroń 77’ Mill |

| Arbitro: | Steinborn |

|           |           |           |
| Voigt 42’ | Marcatori | 36’ Hayer |

| Arbitro: | Müller |

|                      |           |                                      |
| Thoben 65’ Bujan 87’ | Marcatori | 33’ Voigt 37’, 67’ Cyroń 77’ Tonello |

| Arbitro: | Hufgard |

|            |           |                     |
| Rische 64’ | Marcatori | 62’ Buncol 67’ Rada |

| Arbitro: | Strigel |

|                           |           |             |
| Glavaš 2’, 78’ Allievi 5’ | Marcatori | 72’ Brandts |

| Arbitro: | Schmidt |

|  |           |                 |
|  | Marcatori | 34’, 66’ Glavaš |

## Statistiche

### Statistiche di squadra
| Competizione  | Punti | In casa | In casa | In casa | In casa | In casa | In casa | In trasferta | In trasferta | In trasferta | In trasferta | In trasferta | In trasferta | Totale | Totale | Totale | Totale | Totale | Totale | DR  |
| Competizione  | Punti | G       | V       | N       | P       | Gf      | Gs      | G            | V            | N            | P            | Gf           | Gs           | G      | V      | N      | P      | Gf     | Gs     | DR  |
| ------------- | ----- | ------- | ------- | ------- | ------- | ------- | ------- | ------------ | ------------ | ------------ | ------------ | ------------ | ------------ | ------ | ------ | ------ | ------ | ------ | ------ | --- |
| 2. Bundesliga | 58    | 17      | 6       | 9       | 2       | 24      | 16      | 17           | 9            | 4            | 4            | 27           | 19           | 34     | 15     | 13     | 6      | 51     | 35     | +16 |
| Totale        | 58    | 17      | 6       | 9       | 2       | 24      | 16      | 17           | 9            | 4            | 4            | 27           | 19           | 34     | 15     | 13     | 6      | 51     | 35     | +16 |

### Andamento in campionato
| Giornata  | 1 | 2 | 3 | 4 | 5 | 6 | 7 | 8 | 9 | 10 | 11 | 12 | 13 | 14 | 15 | 16 | 17 | 18 | 19 | 20 | 21 | 22 | 23 | 24 | 25 | 26 | 27 | 28 | 29 | 30 | 31 | 32 | 33 | 34 |
| --------- | - | - | - | - | - | - | - | - | - | -- | -- | -- | -- | -- | -- | -- | -- | -- | -- | -- | -- | -- | -- | -- | -- | -- | -- | -- | -- | -- | -- | -- | -- | -- |
| Luogo     | T | C | T | C | T | C | T | C | T | C  | T  | C  | T  | C  | C  | T  | C  | C  | T  | C  | T  | C  | T  | C  | T  | C  | T  | C  | T  | C  | T  | T  | C  | T  |
| Risultato | V | N | V | N | N | P | V | N | V | V  | P  | V  | P  | V  | V  | V  | P  | N  | N  | N  | P  | N  | P  | V  | N  | N  | V  | N  | N  | N  | V  | V  | V  | V  |
| Posizione | 4 | 6 | 2 | 5 | 6 | 7 | 4 | 4 | 4 | 2  | 4  | 2  | 3  | 2  | 2  | 2  | 3  | 4  | 3  | 5  | 6  | 6  | 7  | 6  | 6  | 6  | 5  | 5  | 6  | 6  | 6  | 4  | 3  | 3  |

Legenda:

Luogo: C = Casa; T = Trasferta. Risultato: V = Vittoria; N = Pareggio; P = Sconfitta.

### Statistiche dei giocatori
!! colspan="4" | Totale

| Giocatore    | 2. Bundesliga S. Allievi | 2. Bundesliga S. Allievi | 2. Bundesliga S. Allievi | 2. Bundesliga S. Allievi | 26       | 3    | 5           | 0          |
| Giocatore    | Presenze                 | Reti                     | Ammonizioni              | Espulsioni               | Presenze | Reti | Ammonizioni | Espulsioni |
| S. Backhaus  | 23                       | 0                        | 5                        | 0                        |          |      |             |            |
| T. Bahr      | 1                        | 0                        | 0                        | 0                        |          |      |             |            |
| T. Brdarić   | 20                       | 1                        | 3                        | 0                        |          |      |             |            |
| A. Buncol    | 30                       | 3                        | 4                        | 0                        |          |      |             |            |
| R. Cyroń     | 28                       | 6                        | 0                        | 0                        |          |      |             |            |
| D. Dražić    | 29                       | 4                        | 7                        | 0                        |          |      |             |            |
| P. Esser     | 2                        | 0                        | 0                        | 0                        |          |      |             |            |
| V. Glavaš    | 32                       | 10                       | 9                        | 0                        |          |      |             |            |
| D. Janssen   | 1                        | 0                        | 1                        | 0                        |          |      |             |            |
| T. Judt      | 6                        | 0                        | 2                        | 0                        |          |      |             |            |
| H. Katemann  | 19                       | 3                        | 0                        | 0                        |          |      |             |            |
| F. Kirn      | 0                        | 0                        | 0                        | 0                        |          |      |             |            |
| G. Koch      | 33                       | 0                        | 1                        | 0                        |          |      |             |            |
| B. Manga     | 0                        | 0                        | 0                        | 0                        |          |      |             |            |
| F. Mill      | 27                       | 5                        | 5                        | 0                        |          |      |             |            |
| S. Minkwitz  | 20                       | 1                        | 3                        | 0                        |          |      |             |            |
| A. Moses     | 12                       | 2                        | 4                        | 0                        |          |      |             |            |
| Z. Pejović   | 6                        | 0                        | 4                        | 0                        |          |      |             |            |
| P. Rada      | 30                       | 2                        | 7                        | 1                        |          |      |             |            |
| D. Schreiber | 3                        | 1                        | 0                        | 0                        |          |      |             |            |
| R. Tonello   | 5                        | 1                        | 0                        | 0                        |          |      |             |            |
| R. Voigt     | 31                       | 8                        | 7                        | 0                        |          |      |             |            |
| K. Werner    | 33                       | 0                        | 7                        | 0                        |          |      |             |            |
| A. Winkhold  | 25                       | 0                        | 5                        | 2                        |          |      |             |            |